# Eden (district)
Pour les articles homonymes, voir Eden.
Eden est un district non métropolitain de Cumbria, en Angleterre.
Il porte le nom de la rivière Eden, qui traverse le district vers le nord. Le conseil de district siège à Penrith.
Le district a une superficie de 2 156 km2, ce qui en fait depuis 2009 le huitième plus vaste district d'Angleterre et le plus grand district non-unitaire. Il a la plus basse densité de population des districts d'Angleterre et du pays de Galles, avec 25 habitants/km2.
Le district a été créé le 1er avril 1974 par le Local Government Act 1972. Il est issu de la fusion du district urbain de Penrith, du district rural d'Alston with Garrigill et du district rural de Penrith, tous trois jusqu'alors dans le comté de Cumberland, avec le borough municipal d'Appleby, une partie du district urbain de Lakes et le district rural de North Westmorland, tous trois jusque-là dans le Westmorland.